# Armin Zöggeler
Armin Zöggeler, född 4 januari 1974 i Merano, Italien, är en rodelåkare från Italien som är en av de mer framstående aktiva inom sin sport.
Armin Zöggeler har bland annat vunnit OS-guld 2002 samt 2006, OS-silver 1998 och OS-brons 1994, 2010 och 2014. Han har dessutom vunnit VM-guld vid sex tillfällen och även vunnit totala världscupen tio gånger.